# 5-methyl-2-hexanon
5-methyl-2-hexanon of methylisoamylketon is een ontvlambare organische verbinding met als brutoformule C7H14O. De stof komt voor als een kleurloze vloeistof met een kenmerkende geur, die slecht oplosbaar is in water.

## Toepassingen
5-methyl-2-hexanon wordt voornamelijk gebruikt als oplosmiddel voor verf, vernis en lak.

## Toxicologie en veiligheid
5-methyl-2-hexanon reageert hevig met sterke oxiderende middelen, sterke basen, amines en isocyanaten, waardoor kans op brand en ontploffing ontstaat. Het tast sommige kunststoffen aan.
5-methyl-2-hexanon is irriterend voor ogen, de huid en de luchtwegen. De stof kan de werking van de nieren verstoren.